# カンピログナトイデス
カンピログナトイデス（Campylognathoides　「湾曲した顎」）はドイツ・ヴュルテンベルクのジュラ紀前期の地層ライアス統（トアルシアン前期）から産出した翼竜の1属。最初の標本は翼の断片のみだったが、より保存のよい標本がホルツマーデン頁岩からみつかり、その標本を元にしてフェリクス・プリエニンゲル (Felix Plieninger) が新属を設立した。

## 発見
1858年、フリードリッヒ・アウグスト・クヴェンシュテットはプテロダクティルス属の新しい種P. liasicus を命名した。この種は数個の翼の骨を含み、Metzingen近郊の Wittbergにある、およそ180万年前のトアルシアン前期とされている地層から発見された化石標本GPIT 9533を模式標本としていた。種小名はライアス統に由来する。クヴェンシュテットは翼の骨の中の中手骨が長いと考え、そのことからこの新種は長い尾を持つランフォリンクスのような基底的グループに属するのではないと考えた。
1893年に化石採集業者のベルンハルト・ハウフ (Bernhard Hauff)がホルツマーデン近くで大型翼竜の化石を発見した。プリエニンゲルは1894年にこの標本を元に新属「カンピログナトゥス」"Campylognathus"を設立した。この名前は、下顎が曲がっていることに由来して、ギリシア語のkampylos「曲がった」・gnathos「顎」から命名された。模式種は Campylognathus zitteli であり、種小名はカール・アルフレート・フォン・ツィッテル (Karl Alfred von Zittel)に献名されたものである。模式標本はSMNS 9787。
1897年、ハウフは別の標本の処理を終え、その標本は1903年にピッツバーグのカーネギー自然史博物館が購入した。この標本CM 11424はその保存の良さのためにこの属に関する最良の情報源となっている。
1901年にプリエニンゲルはP. liasicus を研究し、クヴェンシュテットは烏口骨を中手骨と見間違えていたのであり、実際の中手骨は短く、この属が基底的翼竜に属することを明らかにした。1906年にプリエニンゲルはP. liasicus とピッツバーグ標本をカンピログナトゥスに統合したが、3つの標本それぞれが属する種については何も設けなかった。しかし1907年になって、プリエニンゲルはカンピログナトゥス第二の種としてC. liasicus を認め、CM 11424もそこに属するとした。
1920年代になってノルウェーの昆虫学者エンブリック・ストランドはカンピログナトゥス (Campylognathus ) という名前は1890年に昆虫の属名として既に使用されていたことを発見した。Campylognathus という名は昆虫の方に先行使用権があるため、ストランドは1928年、この翼竜にカンピログナトイデス (Campylognathoides) という名を付けなおした。
20世紀を通して、新しい発見によりこの属の標本数はおよそ12個にまで増加している。

## 解剖学的特徴と歩行

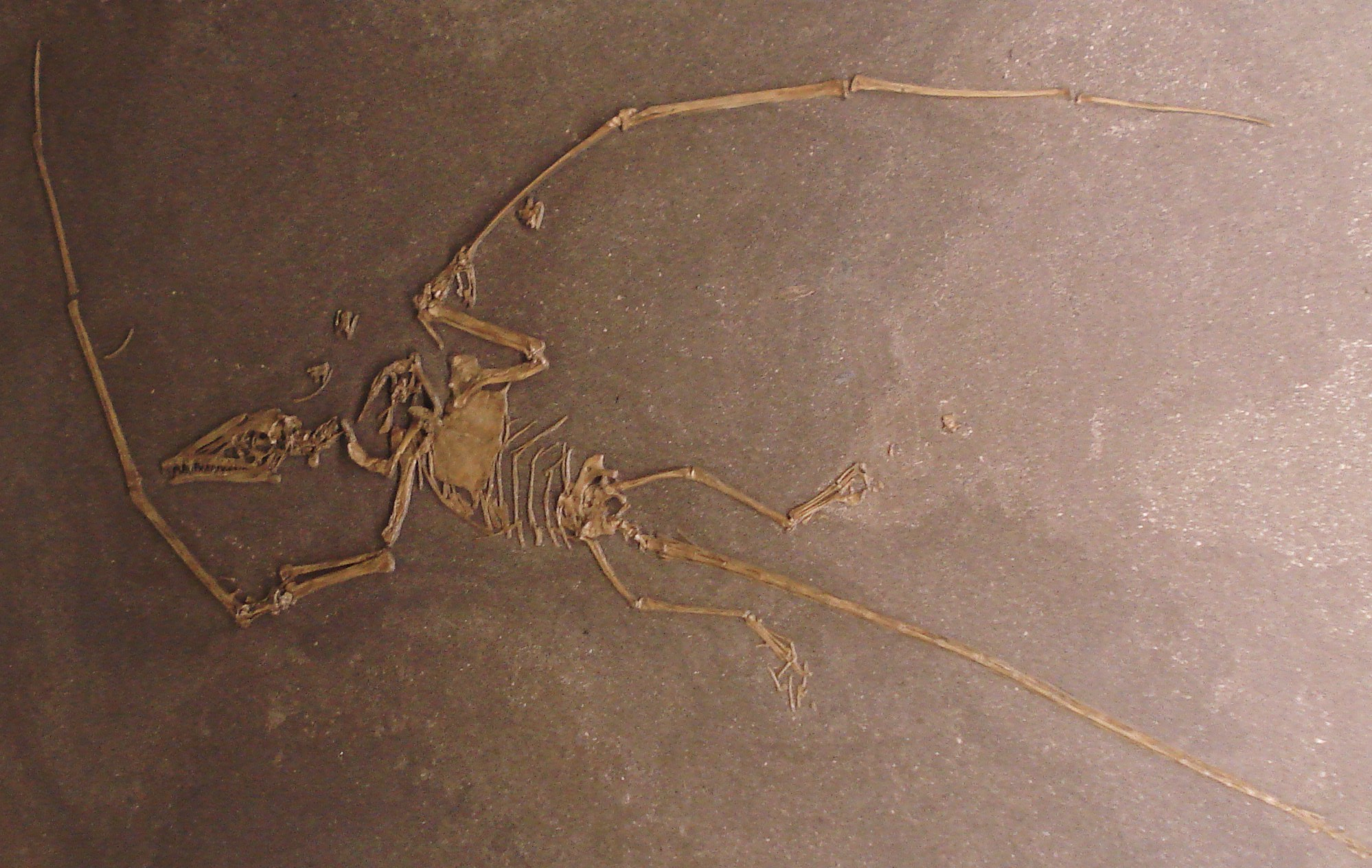
Campylognathoides liasicus のピッツバーグ標本の雄型模型。

同じ地層から産出した同時代のドリグナトゥスに比べると、頭骨は一般に長いままだが鼻先は短くなっておりより軽量な構造になっている。大きな眼窩は頭蓋骨の低い部分・細い頬骨の上方に位置し、このことからカンピログナトイデスは鋭い視覚を持っていた、さらには夜行性でさえあった可能性もあるとする研究者もいる。頭蓋骨の輪郭は比較的高くかつ平らで、眼窩前方でいきなり下方に向かう。鼻先はその最終端でほんの少し上方に向かうほっそりした先端で終わっている。鼻先の大きな部分を長く骨張った鼻孔が占めている。鼻孔の下には三角形をした窓、前眼窩窓が位置している。
よりせまい鼻先を反映して、カンピログナトイデスの歯は細く、著しい異歯性を示すドリグナトゥスのような牙状・犬歯状には全くなっていない。歯は湾曲した円錐形だが広い基部を持っており、内側から斜めに切り落とされたような先端部は鋭利で強力な切断面を形成している。上顎の前顎骨には少し間をあけて4本の歯があり、後方に行くに従って大きさを増し、第4歯が最大となる。その後方の上顎骨には10本の小型の歯がはえており、後ろにいくほど小さい。下顎にはC. liasicus では12-14本の歯が生え、C. zitteli では16-19本の歯がある。よって歯の最大数は66本となる。

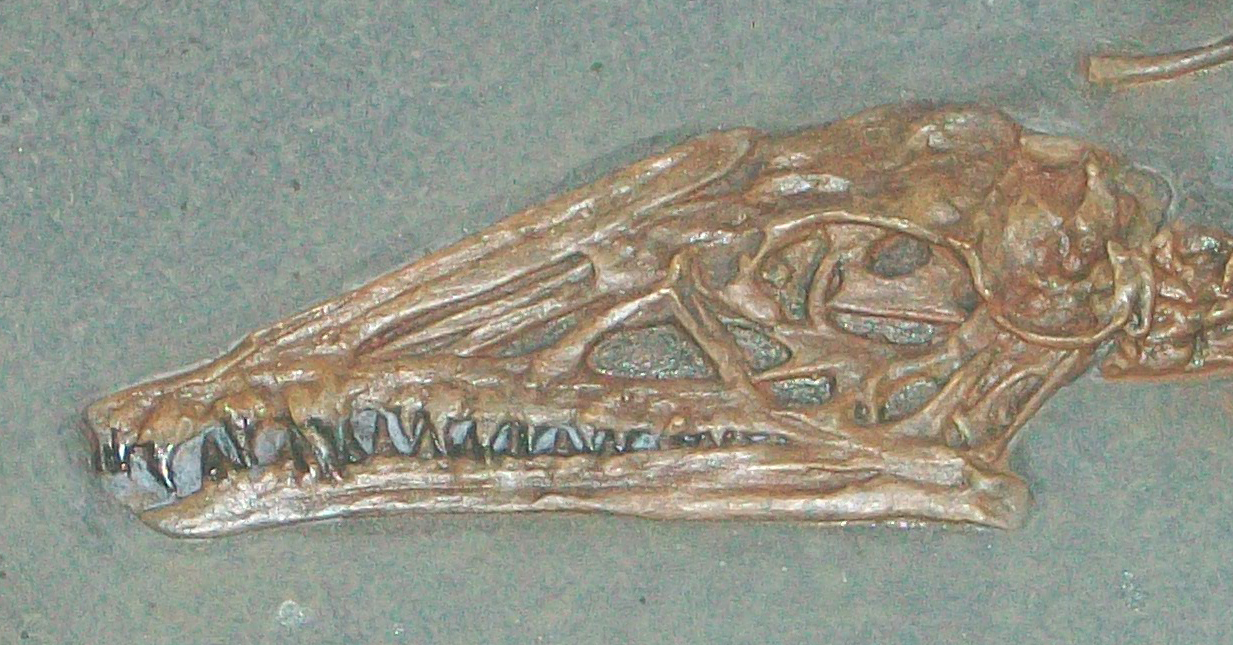
カンピログナトイデスの頭蓋骨。アメリカ自然史博物館標本（模型）の一部。

ケヴィン・パディアン (Kevin Padian) の研究によれば、8個の頸椎・14個の胸胴椎・4-5個の仙椎・38個の尾椎がある。尾の根本は6個ほどの短い椎骨で可動性が大きいが、その後方では尾椎が伸長し、非常に長い延長部によって固められ、尾に舵としての機能を与えている。
カンピログナトイデスの胸骨は大きな長方形の骨の板であり、cristospinaと呼ばれる前方に向かった小さな突起がある。上腕部は短いが太く、四角形の三角筋稜を持つ。下腕部も同様に短いが、翼長は手掌部の骨のために非常に長い。手掌部の中手骨は短いが、指節骨は基底的翼竜としては非常に長く、第二指節骨が最長である。翼支骨は短く太い。
骨盤についてはあまりよくわかっていない。ある採集家によって1986年にブラウンシュヴァイク頁岩採石場から非常によく保存された骨盤が発見された。BSP 1985 I 87 と番号が付けられたこの骨盤は、ペーター・ヴェルンホファーによると寛骨臼が真横から少し上に向いているので恐竜や鳥類や哺乳類のように脚を直立位置に持ってくることは不可能だった、ということを明らかにしているため、科学上重要な標本である。このことからカンピログナトイデスは後肢のみで歩くことはあまり上手ではなく、四足歩行で歩いていたのであろうとされている。この歩行姿勢は他の嘴口竜亜目（つまり基底的翼竜）でも同様に確認された。しかし、パディアンは2009年に、直立姿勢は足底部を地面に持ってくるために必須であり、四足歩行でも可能であるとしても二足歩行は迅速な歩行のための前提条件である、と述べてその意見に反論した。この問題は現在も大いに議論中である。
脚は短く足底部は小さい。脚の間に翼膜をはるのに使われていたとされることの多い第5趾は、基底的翼竜としては例外的に短い。

## 飛行
他の非翼指竜類翼竜に比べて、カンピログナトイデスは非常に太くて大型の前肢を持っており、地上姿勢はいわばゴリラのようになっていたであろう。翼は非常に長い翼指とともに力強いプロポーションを持っており、胴体との比では翼竜中最大である。
これらの適応は現在のハヤブサやオヒキコウモリ類に比肩しうる迅速で強力な飛行を指し示している。

## 種
カンピログナトイデスには3種が命名されている。
- Campylognathoides zitteli (Plieninger, 1894)

模式種。ホルツマーデン産の大型種。SMNS 9787標本では翼開長が1.825 m にもなる。
- Campylognathoides liasicus (Quenstedt, 1858)

元々Pterodactylus liasicus として記載されたもの。同時代のホルツマーデン産C. zitteli に比べて小型で翼開長は半分ほどしかない。
- "Campylognathoides" indicus Jain, 1974

インドの古生物学者S. L. ジェイン (Sohan Lal Jain) によってインドのチャンダ地方産の顎の破片ISI R. 48 標本を元に記載された。ケヴィン・パディアンはこれを疑問名と考え、おそらくは魚化石であるとした。この化石が発見されたKota累層 (Kota Formation) はジュラ紀中期かそれ以降の時代とされており、たとえこの化石が翼竜であったとしてもカンピログナトイデスとは無関係であろうとパディアンはしている。
C. zitteli とC. liasicus の区別は多くの問題を抱えている。プリエニンゲルは、他の標本に言及するには化石の保存が悪すぎるという理由のため、より小型の種の存在を認めるにとどまった。しかし1925年にスウェーデンの研究者Carl Wimanは標本UUPM R157を研究し、C. zitteli は比率的にも長い翼を持つという根本的な形態学上の差異により2種を区別することは可能だという結論を下した。ところが2008年パディアンは、この問題は翼面荷重の制限のために大型の個体はより大きな翼を持たなければならないという個体発生上の問題であると指摘した。他の相違点（下顎の歯が多い・鼻先と鼻孔が長い・4個ではなく5個の仙椎・垂直な仙肋骨・長い脚など）は考えられる限りではその大きさに依存するのだろう。最終的な証拠はかつてランフォリンクスやプテロダクティルスで見つかったような一連の成長段階を示す化石が得られることによってのみ得られる。パディアンは暫定的に2種を分けたままとしたが、SMNS 51100 とGPIT 24470 の2標本をその大きさと形態学的類似性からC. zitteli に移動した。

## 系統発生

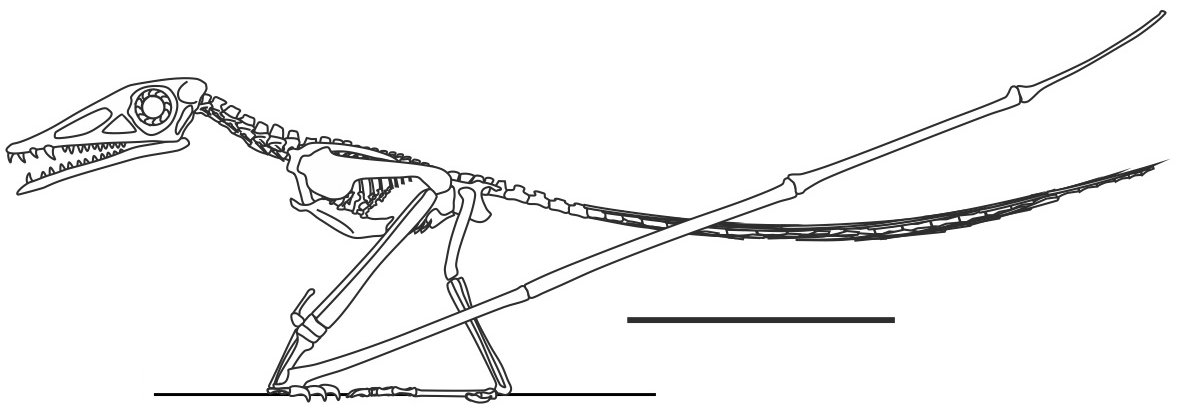
骨格復元

プリエニンゲルは後の著書においてカンピログナトイデスを "嘴口竜亜目" に分類した。この亜目は基底的翼竜を関連づける特別な特徴がない側系統分類群のため、この分類は「翼指竜亜目ではない」という消極的な事実を主張しているにすぎない。最初に行われたより積極的な分類は、フランツ・ノプシャ (Franz Nopcsa) が1928年にこの属をランフォリンクス科の中のランフォリンクス亜科に分類したものである。翼竜類の分類についてほとんど何も進展がなかった時期を経て、1967年にOskar Kuhnがカンピログナトイデスをランフォリンクス科内の独自の亜科・カンピログナトイデス亜科に分類した。しかし1974年にペーター・ヴェルンホファーはこの属は系統樹の中でランフォリンクス科より下のもっと基底的な位置に置くべきだと結論した。21世紀の初めにこのことは最初の広範で正確な分岐分析によって確認された。2003年、デヴィッド・アンウィン (David Unwin) とアレクサンダー・ケルナー (Alexander Kellner) はそれぞれCampylognathoididaeというクレードを導入した。アンウィンの用語ではこのクレードはLonchognathaの中でBreviquartossaの姉妹群をなし、ケルナーの用語ではNovialoideaの中で最も基底的な部分で分岐する。この2つの立場に本質的な差異はない。
カンピログナトイデスがエウディモルフォドンと近い関係にあるとする分析によれば、頭蓋骨・胸骨・上腕骨の形状に類似が見られるという。これは2009年にパディアンによって認められたが、パディアンはエウディモルフォドンに見られるいくつかの基底的特徴がカンピログナトイデスでは見られないということも指摘している。2010年に Brian Andres によって発刊された著書ではエウディモルフォドンをAustriadactylus と一緒にして非常に基底的なクレードを形成させ、カンピログナトイデスをCampylognathoididae唯一の構成員としている。他の最近の系統分析でもこのことは支持され、カンピログナトイデスはジュラ紀前期のディモルフォドンやParapsicephalus と同じく、他の全ての三畳紀翼竜よりも派生的ではないかとされている 。カンピログナトイデスは、カンピログナトイデスとケツァルコアトルスの最新の共通先祖を含むというノードによるクレードとして定義されるNovialoideaの中でも最も基底的なメンバーである。

## 古生物学
伝統的にカンピログナトイデスは多くの翼竜と同様、魚食性だとされており、このことは見つかる地層が海成層であることやその長い翼からも支持される。しかしパディアンはカンピログナトイデスは魚食性ではなく、獲物を貫くように咬むのに理想的な丈夫で短い歯から、地上性の小動物の捕食者だったのではないかとの説を提示した。反対にMark Witton はハヤブサやオヒキコウモリ類のような素早い空中生活者に種分化したと考えている。
どちらにせよ、魚食者として特殊化した生態的地位は同じ地層で5倍も発見されるドリグナトゥスによって占められていただろう。化石の発見地がジュラ紀前期に位置していたのは、テチス海の浅い湾にあるMassif of Bohemiaと呼ばれる大型島嶼の北西だった。